# Championnat d'Albanie de football 1947
Navigation
Championnat d'Albanie 1946 Championnat d'Albanie 1948
Le Championnat d'Albanie de football de Kategoria Superiore 1947 est la 10e édition de ce championnat .

## Classement
| Rang | Équipe                | Pts | J  | G  | N | P  | Bp | Bc | Diff |
| ---- | --------------------- | --- | -- | -- | - | -- | -- | -- | ---- |
| 1    | Partizan Tirana       | 29  | 16 | 14 | 1 | 1  | 34 | 8  | +26  |
| 2    | Vllaznia Shkodër      | 28  | 16 | 13 | 2 | 1  | 63 | 9  | +54  |
| 3    | Dinamo Korçë          | 24  | 16 | 9  | 6 | 1  | 48 | 16 | +32  |
| 4    | 17 Nëntori Tirana     | 16  | 16 | 6  | 4 | 7  | 30 | 25 | +5   |
| 5    | Ylli i Kuq Durrës     | 13  | 16 | 5  | 3 | 7  | 26 | 51 | -25  |
| 6    | Tomori Berat          | 10  | 16 | 4  | 2 | 10 | 27 | 48 | -21  |
| 7    | Flamurtari Vlorë      | 9   | 16 | 3  | 3 | 10 | 20 | 42 | -22  |
| 8    | Bashkimi Elbasanas    | 8   | 16 | 2  | 4 | 10 | 16 | 37 | -21  |
| 9    | Shqiponja Gjirokastër | 7   | 16 | 3  | 1 | 12 | 12 | 55 | -43  |

|  | Champion |
|  | Relégué  |

## Bilan de la saison
| Tableau d'Honneur                 |                    |
| Compétition                       | Vainqueur          |
| Championnat d'Albanie de football | Partizan Tirana    |
| Coupe d'Albanie de football       | pas de compétition |

| Promotions et relégations     |                                                                             |
| Relégués en First Division    | aucun                                                                       |
| Promus en Kategoria Superiore | Besa Kavajë Apolonia Fier 8 Nëntori Shijak Traktori Lushnja Spartaku Kuçovë |